# Estación de ferrocarril de Piatra Neamț
La estación de Piatra Neamț es la principal estación de trenes del condado de Neamț en Rumanía.

## Historia
En Piatra Neamț, se construyó la primera línea ferroviaria para conectarla con la ciudad de Bacău según la ley del 15 de mayo de 1882 y se puso en circulación el 15 de octubre de 1885, llamándose la primera estación de la ciudad Gara Veche, es decir, Estación Vieja ( ubicado en el barrio del mismo nombre). El edificio de la Antigua Estación se construyó después de que se completara la normalización de la línea Bacău - Piatra Neamț en 1893. Inicialmente, la vía férrea se construyó con un ancho de 1.000 mm, y el edificio de pasajeros, inaugurado el 15 de febrero de 1885, era de tipo terminal  . El paso de la línea a un ancho normal de 1.456 mm fue realizada por la empresa del ingeniero I. Bacalu de Piatra Neamț, y los trabajos fueron dirigidos por el ingeniero Romulus Băiulescu  .
La actual estación de tren Piatra Neamț fue inaugurada el 2 de octubre de 1913 y es un edificio histório, siendo obra de la italiana Carol Zane , quien construyó otros edificios en el ciudad: el Teatro Tineretului, la Iglesia Precista, el Museo de Arte y la actual sede del Museo Cucuteni.
En la noche del 21 al 22 de junio de 1941 el mariscal Ion Antonescu - entonces general en presencia del comandante general del XI Ejército Ritter von Schobert y otros generales y oficiales superiores rumanos y alemanes en la estación de tren de Piatra Neamt - donde estaba el Cuartel General, dio la orden: Soldados, ¡Crucen el Prut!  (con la que se inició la campaña para la liberación de Besarabia y Bucovina del Norte en la Segunda Guerra Mundial )  .
El director Francis Ford Coppola filmó en ella algunas escenas de la película Juventud sin juventud (Youth Without Youth), que se estrenó en 2007 .

## Lista de horarios del tren
Desde la estación de Piatra Neamț van y vienen todos los días, 8 trenes Regionales en la ruta Piatra Neamț - Bacău de ida y vuelta, 4 trenes Regionales en la ruta Bicaz - Bacau también de ida y vuelta, un tren Interregional Piatra Neamț - Bucarest Norte (con conexión a Suceava - Bucarest Norte en Bacău) y un tren Regional Express Bicaz - Bucarest Norte (unido a un tren Suceava - Bucarest Norte en Bacău).